# 쓰루가타역
쓰루가타역(일본어: 鶴形駅)은 일본 아키타현 노시로시에 위치한 동일본 여객철도 오우 본선의 철도역이다. 상대식 승강장 2면 2선의 구조를 갖춘 지상역이다.

## 타는 곳
| (역사 측) | ■ 오우 본선 | (하행) | 오다테 · 히로사키 방면     |
| (반대 측) | ■ 오우 본선 | (상행) | 히가시노시로 · 아키타 방면 |

## 역 주변
- 노시로 시청 쓰루가타 지역센터

## 역사
- 1952년 1월 25일 : 일본국유철도의 역으로서 야마모토 군 쓰루가타 촌에 개업.
- 1971년 10월 1일 : 무인역화.
- 1987년 4월 1일 : 일본국유철도 분할 민영화에 의해, 동일본 여객철도가 승계.

## 인접 역
| 동일본 여객철도 오우 본선 | 동일본 여객철도 오우 본선 | 동일본 여객철도 오우 본선 |
| ------------------------- | ------------------------- | ------------------------- |
| 히가시노시로 요코테 방면  | ■ 보통                    | 도미네 아오모리 방면      |